# Cornélio Penna
Cornélio de Oliveira Penna (Petrópolis, 20 de fevereiro de 1896 – Rio de Janeiro, 12 de fevereiro de 1958) foi um romancista, pintor, gravador e desenhista brasileiro. Participou da Segunda Fase do Modernismo no Brasil e criou o realismo psicológico brasileiro.

## Biografia
Penna iniciou seus estudos em Campinas, formando-se em Direito em São Paulo em 1919 e, no ano seguinte, deu início a sua carreira artística na cidade do Rio de Janeiro. Lá realizou sua primeira exposição pessoal, em 1920, tendo trabalhado como pintor, gravador, ilustrador, jornalista e desenhista em jornais ou de forma independente. Na década de 1930 abandona as artes plásticas em favor da literatura, à qual passa a dedicar-se integralmente. Embora o autor tenha vivido mais tempo no Rio de Janeiro, ele sempre destacou em entrevistas e na sua literatura, a importância de ter passado a infância em Itabira do Mato Dentro, Minas Gerais, região da sua família paterna.
Durante sua produção literária, integra o grupo dos escritores católicos, com autores como Lúcio Cardoso, Adonias Filho, Jorge de Lima, Octávio de Faria, dentre outros. Como na mesma época também havia uma série de publicações dos romances regionalistas do Nordeste, a partir da década de 1930, os escritores ditos intimistas ficaram à margem do cânone literário nacional. Parte da crítica costumava apontar que tais escritores não tinham nas suas obras preocupações acerca das questões sociais ou históricos do país. Leitura unilateral, facilmente aclarada com uma análise mais minuciosa.
Escreveu quatro romances na linha psicológica de ficção brasileira (1935-1954): os romances Fronteira (1935), Dois romances de Nico Horta (1939), Repouso (1948) e A menina morta (1954). A menina morta é considerado um dos melhores romances já escritos no Brasil. Suas histórias são caracterizadas pelos capítulos curtos e pela criação de uma atmosfera de estranheza.
Com sua morte, deixa inacabado Alma Branca.
"A obra corneliana tem como ponto comum o retorno ao passado. Envolvidos em mistérios, os romances cornelianos são reflexivos no que concerne à reconstituição da memória histórica e subjetiva das personagens. Numa escrita marcada por fortes traços intimistas, o mundo de Cornélio Penna é opaco, sugerindo uma profundidade na leitura que muitas vezes é mostrada com uma máscara de superficialidades".

## Adaptação para cinema
O Romance Fronteira de Cornélio Penna foi adaptado para o cinema pelo diretor mineiro Rafael Conde e ganhou o prêmio da Academia Brasileira de Letras (roteiro adaptado de obra literária).
2 LIMA, Luiz Costa. O Romance em Cornélio Penna. 2a. ed. rev. mod. Belo Horizonte: Editora da UFMG, 2005 
- Algosobre
- O medo à espreita: A menina morta, de Cornélio Penna